# Magtymguly Pyragy
Magtymguly Pyragy (Persa: مختوم‌قلی فراغی, Makhtumqoli Faraghi; Turquemeno: Magtymguly Pyragy; Gonbad-e Kavus, 18 de maio de 1724 — Golestan, c. 1807) foi um filósofo, escritor poeta turquemeno. Tornou-se conhecido por seus trabalhos significativos acerca da garantia da autonomia e independência do Turcomenistão no século XVIII. Suas obras se relacionaram com o âmbito político da região, a qual enfrentava controvérsias e rivalidades causadas por lutas tribais e divergências com outros povos.
Sua mais famosa obra é Türkmeniň, poema que fala sobre a geografia e a cultura do povo turcomeno, em tom de exaltação e orgulho da pátria. Nesse texto, o eu lírico clama a independência do Turcomenistão durante a Revolução Iraniana.

## Biografia
Acredita-se, por fontes históricas, que Magtymguly Pyragy tenha nascido na aldeia Hajygowshan, na cidade de Gonbad-e Kavus. Em razão de alguns de seus versos ("Diga àqueles que perguntarem sobre mim/que sou um Gerkez/granizo de Etrek"), pressupõe-se que tenha crescido às margens do Rio Etrek e ali se socializou com as tribos familiares. Seu pai Döwletmämmet Azady era um estudioso que lhe ensinou a língua árabe e persa, chegando a estudar no Idris Baba Madrassah e em Bukhara. Após o seu regresso à aldeia, Magtymguly Pyragy trabalhou como ourives, enquanto aprendia com o pai estudos literários.
Aproximou-se, portanto, do estilo realista, influenciado por leituras do século XVIII e começou a escrever poemas sobre o povo turcomeno e sua diversidade cultural, tornando, assim, um dos poetas turcomenos mais populares e queridos da literatura do país. Pyragy era um devoto da ordem Naqshbandi, que destaca a viagem de Maomé como uma salvação de seu povo.
Não se sabe muito sobre a vida familiar do poeta, mas supõe-se que foi incapaz de se casar com Mengli, a mulher que amava, já que era casado com outra pessoa, segundo documentos do Império Persa. Seus irmãos mais velhos, Abdulla e Mahammetsupa Pyragy, desapareceram, e seus filhos morreram jovens. Alguns dos poemas de Magtymguly, juntamente com histórias coletadas de tradições orais, sugerem que o poeta foi aprisionado em algum momento de sua vida, provavelmente em Mashad, Irã. Sua morte está datada como c. 1807, e está sepultado na vila Aktokay, no nordeste do Irã.